# جون ألان (لاعب كرة قدم أسترالية)
جون ألان (بالإنجليزية: John Allan)‏ هو لاعب كرة قدم أسترالية أسترالي، ولد في 26 أكتوبر 1882 في ساوث ملبورن في أستراليا، وتوفي في 27 ديسمبر 1933 في Port Melbourne ‏ في أستراليا.

## وصلات خارجية
- جون ألان على موقع AustralianFootball.com (الإنجليزية)
- جون ألان على موقع AFLtables.com (الإنجليزية)